# Chanée
Chanée, pseudonimo di Christina Ratchanée Birch Wongskul (Copenaghen, 6 gennaio 1979), è una cantante danese.
Ha partecipato all'Eurovision Song Contest 2010 come rappresentante della Danimarca presentando il brano In a Moment Like This insieme a Tomas N'evergreen.